# Tui shou
Pour le film d'Ang Lee, voir Pushing Hands.
Le tuishou (chinois : 推手 ; pinyin : tuī shǒu ; Wade : t'ui shou ; litt. « main poussante »), souvent traduit en poussée des mains, est un exercice à deux prisé par les pratiquants de taijiquan. Il est le complément indispensable à l'apprentissage des enchaînements à mains nues et prépare également au combat sans règles.

## Principes
L'un des principaux objectifs du tuishou est de développer « l'écoute » entre partenaires (ting jing), de comprendre les forces que chacun exerce (dong jing), et de les transformer à son propre avantage (hua jing). L'expert devient finalement capable de renverser un adversaire plus lourd que lui, conformément au dicton : « quatre onces gouvernent mille livres (si liang bo qian jin) ». En pratique, une condition nécessaire est de maintenir un contact fin entre les bras (mais aussi les genoux) des partenaires sans que celui-ci soit rompu lors des déplacements (zhan nian lian sui).
La pratique du tuishou peut être codifiée, à pieds fixes ou mobiles, dans le but d'exprimer de façon plus ou moins manifeste les huit portes (ba men) du taiji quan : parer peng (掤), tirer lu (捋), presser ji (挤), appuyer an (按), cueillir cai (采), séparer lie (挒), donner un coup de coude zhou (肘), heurter kao (靠). Les partenaires se font alors face, les pieds avant séparés de quelques centimètres, les mains contrôlant coudes et poignets. Mais le tuishou peut aussi s'exercer plus librement, à la manière d'une lutte debout, les partenaires adoptant des règles convenues à l'avance.

## Compétition
Il existe des compétitions de tuishou où le but est de pousser, tirer, mettre à terre, ou expulser l’adversaire hors du cercle de combat. Les participants au tournoi sont répartis selon des catégories de poids. Par exemple, les règlements de la Fédération Européenne de Wushu (ewuf) adoptent les catégories suivantes pour les hommes :
1. Catégorie 48 kg (≤ 48 kg)
2. Catégorie 52 kg (> 48 kg－≤ 52 kg)
3. Catégorie 56 kg (> 52 kg－≤ 56 kg)
4. Catégorie 60 kg (> 56 kg－≤ 60 kg)
5. Catégorie 65 kg (> 60 kg－≤ 65 kg)
6. Catégorie 70 kg (> 65 kg－≤ 70 kg)
7. Catégorie 75 kg (> 70 kg－≤ 75 kg)
8. Catégorie 80 kg (> 75 kg－≤ 80 kg)
9. Catégorie 85 kg (> 80 kg－≤ 85 kg)
10. Catégorie plus de 85 kg (> 85 kg)

Les arbitres sanctionnent par ailleurs l'utilisation de la force brute, les pertes de contact, les saisies, les percussions, les clés, les balayages et autres techniques de jambes. Il faut noter que les règlements sont plus libres en Chine, où balayages et utilisation des coudes et épaules sont notamment autorisés.